# Hendrick Joseph Dillens

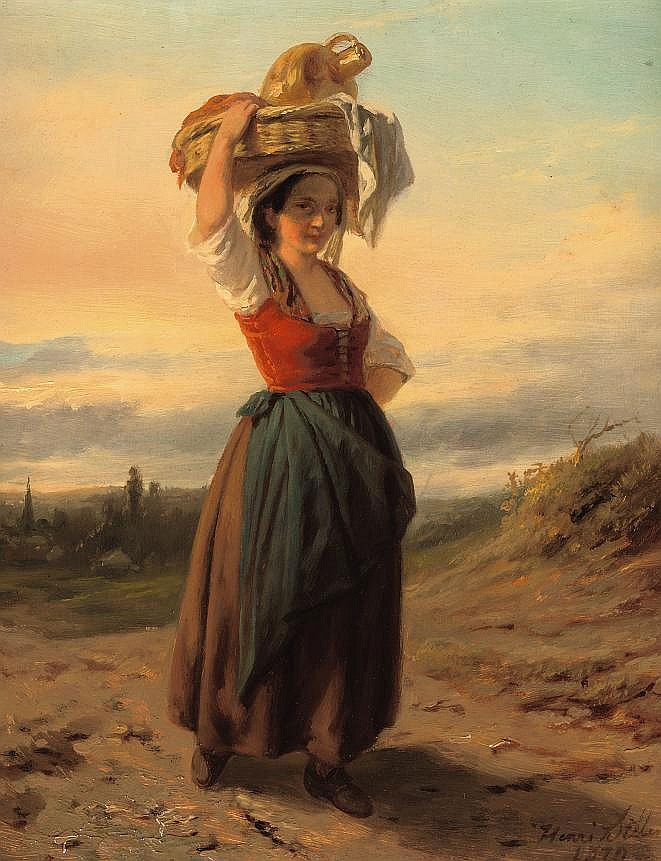
Italienische Schönheit in der sommerlichen Landschaft

Hendrick Joseph Dillens (* 20. Dezember 1812 in Gent; † 4. Dezember 1872 in Brüssel) war ein belgischer Genremaler, Aquarellist und Lithograf.
Hendrick Joseph Dillens war älterer Bruder von Adolphe-Alexandre Dillens (1821–1877) und er war der Vater vom Maler Albert Dillens (1844–1892 oder 1915) und von dem Bildhauer Julien Dillens (1849–1904). Er studierte bis 1830 an der Koninklijke Academie voor Schone Kunsten Gent bei Jean Baptiste Lodewijk Maes-Canini (1794–1856). Von 1843 bis 1854 lebte er in Antwerpen und ließ sich dann in Brüssel nieder.
Er malte Genre- und Historienbilder aus dem Alltag der belgischen Provinz.
Er stellte seine Werke 1859 und 1862 auf der Messe in Gent, 1854 und 1860 in Brüssel, 1861 und 1870 in Antwerpen sowie auf der Weltausstellung Paris 1867 aus.
Er erteilte privat Malunterricht an Firmin Bouvy, Louis De Taeye, Adolphe-Alexandre Dillens und Jeannette Grover.